# Родріго Гоес
Родріго Сілва де Гоес (порт. Rodrygo Silva de Goes; нар. 9 січня 2001, Озаску) — бразильський футболіст, нападник клубу «Реал Мадрид» та збірної Бразилії.

## Клубна кар'єра

### «Сантус»
Народився 9 січня 2001 року в місті Озаску. Вихованець футбольної школи клубу «Сантус», в якій навчався з 10-річного віку, спочатку за команду з міні-футболу.. У березні 2017 року головний тренер «Сантоса» Дорівал Жуніор викликав Родріго на матч Кубка Лібертадорес проти перуанського клубу «Спортінг Крістал». 21 липня 2017 року Родріго підписав перший у своїй кар'єрі професійний контракт строком на п'ять років. 1 листопада 2017 року тимчасово виконувач обов'язків головного тренера «Сантоса» Елано Блумер перевів Родріго в основний склад.
4 листопада 2017 року Родріго дебютував в основному складі «Сантоса» у матчі бразильської Серії А проти клубу «Атлетіко Мінейро». 25 січня 2018 року забив перший гол у своїй професійній кар'єрі, вразивши ворота «Понте-Прети» на останніх хвилинах матчу в рамках Ліги Пауліста, завдяки чому його команда здобула перемогу з рахунком 2:1.
1 березня 2018 року Родріго дебютував у Кубку Лібертадорес у матчі проти перуанського клубу «Реал Гарсіласо». На той момент йому було 17 років і 50 днів; таким чином, він став наймолодшим гравцем «Сантоса» в Кубку Лібертадорес. 15 березня 2018 року Родріго забив свій перший гол у Кубку Лібертадорес у матчі проти уругвайського клубу «Насьйональ» на стадіоні «Пакаембу». Він став наймолодшим бразильцем, який забивав у Кубку Лібертадорес (на той момент йому було 17 років, 2 місяці і 6 днів).
14 квітня 2018 року Родріго забив свій перший гол в бразильській Серії А в матчі проти «Сеари».

### «Реал Мадрид»
15 червня 2018 року іспанський «Реал Мадрид» оголосив про досягнення угоди з трансферу Родріго, згідно з якою юний бразилець перейде в іспанський клуб в липні 2019 року. Сума трансферу склала 45 млн євро. 25 вересня 2019 року дебютував за «Реал», вийшовши на заміну замість Вінісіуса Жуніора на 71-й хвилині домашнього матчу чемпіонату Іспанії проти «Осасуни» (2:0). Через хвилину після появи на полі з передачі Каземіро забив перший м'яч за мадридський клуб, ставши першим футболістом, що народився в XXI столітті, який забив за «Реал».
6 листопада 2019 року у віці 18 років і 301 дня Родріго відзначився хет-триком у матчі Лізі чемпіонів проти «Галатасарая». Він став першим футболістом, що народився в XXI столітті, який забив м'яч у Лізі чемпіонів. У своєму першому сезоні він зіграв за клуб 26 матчів в усіх турнірах, забивши 7 голів, і став з командою чемпіоном Іспанії та володарем національного кубка. Станом на 16 липня 2020 року відіграв за королівський клуб 20 матчів в національному чемпіонаті.
4 травня 2022 року, після того, як вийшов на заміну на 68-ій хвилині матчу-відповіді півфіналу Ліги Чемпіонов УЄФА проти «Манчестер Сіті», забив два голи за дві хвилини (на 90-ій та 91-ій хвилині), що перевело гру в овертайми. Вже там з пенальті забив Карім Бензема, що дозволило «Реалу» вийти до фіналу турніру проти «Ліверпуля», який буде зіграно в Парижі.

## Виступи за збірні
У березні 2017 року Родріго отримав виклик до юнацької збірної Бразилії (U-17) на матчі турніру Монтегю у Франції. На турнірі забивав у ворота збірних Данії, Камеруну та США.
З 2018 року залучався до складу молодіжної збірної Бразилії, з якою був учасником молодіжного чемпіонату Південної Америки 2019 року в Чилі, де зіграв у 8 матчах і забив 2 голи, посівши з командою 5 місце. На молодіжному рівні зіграв у 12 офіційних матчах, забив 3 голи.
У листопаді 2019 року вперше був викликаний до національної збірної Бразилії для участі в Суперкласіко де лас Амерікас 2019 проти збірної Аргентини в Ер-Ріяді. Там 15 листопада дебютував за збірну, вийшовши на заміну на 71-й хвилині замість Вілліана, але Бразилія поступилася Аргентині 0:1 і не здобула трофей. 19 листопада в Абу-Дабі зіграв другий матч за збірну, вийшовши на заміну замість Габріела Жезуса за дві хвилини до кінця товариського матчу з Південною Кореєю (3:0).

## Статистика виступів

### Статистика клубних виступів
| Сезон              | Команда                | Чемпіонат          | Чемпіонат | Чемпіонат | Національний кубок | Національний кубок | Національний кубок | Континентальні кубки | Континентальні кубки | Континентальні кубки | Інші змагання | Інші змагання | Інші змагання | Усього | Усього |
| Сезон              | Команда                | Ліга               | Ігор      | Голів     | Ліга               | Ігор               | Голів              | Ліга                 | Ігор                 | Голів                | Ліга          | Ігор          | Голів         | Ігор   | Голів  |
| ------------------ | ---------------------- | ------------------ | --------- | --------- | ------------------ | ------------------ | ------------------ | -------------------- | -------------------- | -------------------- | ------------- | ------------- | ------------- | ------ | ------ |
| 2017               | «Сантус»               | A                  | 2         | 0         | КБ                 | -                  | -                  | КЛ                   | -                    | -                    | -             | -             | -             | 2      | 0      |
| 2018               | «Сантус»               | A+ЛП               | 35+12     | 8+3       | КБ                 | 3                  | 0                  | КЛ                   | 8                    | 1                    | -             | -             | -             | 58     | 12     |
| 2019               | «Сантус»               | A+ЛП               | 4+10      | 1+1       | КБ                 | 6                  | 3                  | ПАК                  | -                    | -                    |               |               |               | 20     | 5      |
| Усього за «Сантус» | Усього за «Сантус»     | Усього за «Сантус» | 41+22     | 9+4       |                    | 9                  | 3                  |                      | 8                    | 1                    |               | -             | -             | 80     | 17     |
| 2019–20            | «Реал Мадрид Кастілья» | СДБ (ІІІ)          | 2         | 1         | -                  | -                  | -                  | -                    | -                    | -                    | -             | -             | -             | 2      | 1      |
| 2019–20            | «Реал Мадрид»          | ПД                 | 19        | 2         | КІ                 | 1                  | 1                  | ЛЧ                   | 5                    | 4                    | СІ            | 1             | 0             | 26     | 7      |
| 2020–21            | «Реал Мадрид»          | ПД                 | 1         | 0         | КІ                 | 0                  | 0                  | ЛЧ                   | 0                    | 0                    | СІ            | 0             | 0             | 1      | 0      |
| Усього за кар'єру  | Усього за кар'єру      | Усього за кар'єру  | 85        | 16        |                    | 10                 | 4                  |                      | 13                   | 5                    |               | 1             | 0             | 109    | 25     |